# Schnelle Brigade West
Die Schnelle Brigade West war eine Brigade der Wehrmacht, welche für kurze Zeit bestand.

## Geschichte
Die Schnelle Brigade West wurde im Sommer 1943 in Frankreich als verstärkte Brigade aufgestellt. Die Unterstellung erfolgte unter die Heeresgruppe D.
Die Gliederung war:
- Panzergrenadier-Regiment verstärkte Schnelle Brigade West mit zwei Bataillonen
- Sturmgeschütz-Abteilung verstärkte Schnelle Brigade West aus Artillerie-Abteilung z. b. V. der gepanzerten Artillerie-Brigade mit drei Batterien
- Kradschützen-Kompanie 1 und 2 verstärkte Schnelle Brigade West
- Pionier-Kompanie, Nachrichten-Kompanie, Versorgungs-Einheiten, Feldersatz-Kompanie

Die Schnelle Brigade West erhielt einige Fahrzeuge aus französischer Produktion, die beim Einmarsch in Frankreich erbeutet worden waren. So gingen u. a. 40 Stück, des vom Baukommando Becker entwickelten Kleinen Funk- und Beobachtungspanzer auf Infanterieschlepper UE 630 (f) an die Brigade. Grundlage der Entwicklung waren erbeutete französische Renault UE Chenillette. Die Sturmgeschütz-Abteilung konnte auf den sogenannten SPW S307(f) mit 7,5-cm-Pak 40 zurückgreifen, welcher auf dem MCG 5 von SOMUA basierte. Ebenso kamen 72 Stück der 15-cm-schwere Feldhaubitze 13, z. T. auf Basis erbeuteter britischer Panzerfahrgestelle, zur Brigade.
Für kurze Zeit wurde die Schnelle Brigade West die Brigade 931. In diesem Zuge wurde das Panzergrenadier-Regiment Panzergrenadier-Regiment 433 und die anderen Einheiten der Brigade erhielten die Nr. 931 als Zusatz. Mitte März 1943 kam das gepanzerte Artillerie-Regiment, welches auf dem gepanzerten Artillerie-Regiment 2 hervorgegangen war, zur Brigade.
Mitte Juli 1943 wurde die Brigade 931 bei Rennes in Frankreich für die erneute Aufstellung der 21. Panzer-Division herangezogen, welche in Afrika vernichtet worden war. Dafür wurde das Panzergrenadier-Regiment 931 zum Panzergrenadier-Regiment 125, die beiden Kradschützen-Kompanien bildeten die neue Panzer-Aufklärungs-Abteilung 21 und das Artillerie-Regiment 931 wurde das Panzer-Artillerie-Regiment 155.
Kommandeur der Brigade war Oberst Edgar Feuchtinger.